# نوکیا لومیا ۶۳۰

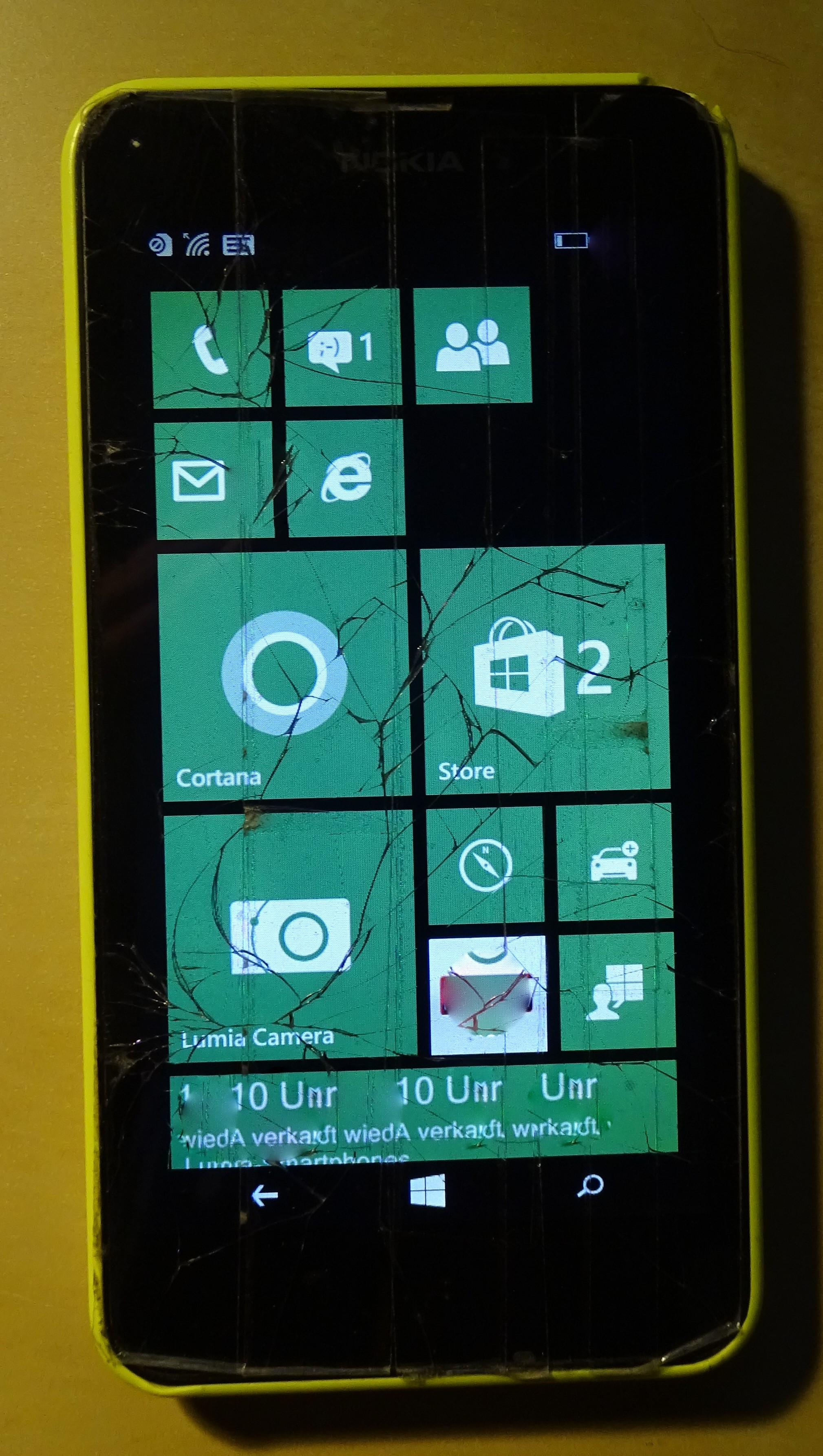
تصویر گوشی نوکیا لومیا 630

نوکیا لومیا ۶۳۰ یک تلفن هوشمند مجهز به سیستم عامل ویندوزفون ۸٫۱ ساخت شرکت نوکیا می‌باشد. این گوشی با یک پردازنده چهار هسته‌ای اسنپ‌دراگون ۴۰۰ و صفحه نمایش ۴٫۵ و دوربین ۵ مگاپیکسلی و سیستم عامل قابل ارتقاء به ویندوزفون ۱۰ جایگزین خوبی برای گوشی لومیا ۶۲۵ می‌باشد. این تلفن هوشمند به رنگ‌های نارنجی روشن، سبز روشن، زرد روشن، سفید و مشکی عرضه شده‌است.